# ジェレッド・ウィーバー
ジェレッド・デビッド・ウィーバー（Jered David Weaver, 1982年10月4日 - ）は、アメリカ合衆国カリフォルニア州ロサンゼルス市ノースリッジ地区出身の元プロ野球選手（投手）。右投右打。
兄のジェフ・ウィーバーも元MLBの選手（投手）だった。

## 経歴

### プロ入り前
カリフォルニア州立大学ロングビーチ校在学中の3年間で37勝9敗、防御率2.43、370イニングで431奪三振（学校記録）を記録。
2003年7月に開催されたサントドミンゴパンアメリカン競技大会の野球アメリカ合衆国代表に選出された。
2004年の3年生時には15勝1敗、防御率1.62、144イニングで213奪三振（1シーズンの学校記録）と抜群の成績で、全米アマチュア野球の最優秀選手に贈られるゴールデンスパイク賞と全米大学最優秀投手に贈られるロジャー・クレメンス賞をダブル受賞するなど輝かしい成績を残す。

### プロ入りとエンゼルス時代
2004年のMLBドラフトの目玉選手だったが、代理人がスコット・ボラスであるため指名を回避する球団が続出。それでも資産家のアルトゥーロ・モレノオーナーの後押しもあってアナハイム・エンゼルスから1巡目（全体12位）に指名を受ける。しかしやり手のボラスとの交渉は案の定すんなりとは行かず、翌年のドラフトに再度かかるのではと心配されたが、結局交渉期限直前の5月31日に契約に合意。
契約後はブランクがあったが、マイナーリーグ（A級ランチョクカモンガ・クエークスとAA級アーカンソー・トラベラーズ）で15試合に先発登板し、防御率3.91、7勝4敗の好成績を残す。2006年にはAAA級ソルトレイク・ビーズに昇格。ここでも防御率でリーグ2位、奪三振でリーグ1位を記録し、ケビン・グレッグの球団記録に並ぶ27.1イニング連続無失点を記録するなど好調を維持していた。バートロ・コローンの故障者リスト入りなどもあり、満を持して5月26日にエステバン・ジャンに代わりメジャー昇格、翌27日のボルチモア・オリオールズ戦に先発登板し7回無失点で見事初勝利をおさめた。その後も勝ち星を重ね4連勝中であったが、コローンが故障者リストから戻ってくるため、一旦AAA級ソルトレイクに降格することとなるが、兄ジェフが絶不調のためセントルイス・カージナルスに放出され、6月30日に再昇格した。その後も勝ち続け、8月18日のシアトル・マリナーズ戦にかけてリーグタイ記録となるデビュー9連勝を記録。
2009年6月20日のロサンゼルス・ドジャース戦で兄ジェフと2002年のアンディ・アランのベネス兄弟以来、1967年以降では15例目となる兄弟対決が実現。5.1イニングを6失点で敗戦投手となり、兄弟対決に敗れた。またこの試合では両親がエンゼルスとドジャースのユニフォームを半分ずつあしらった、特注のユニフォームで兄弟を応援していた。
2011年は開幕から好調で、7月11日時点で11勝4敗、防御率1.86を記録し、オールスターの先発投手を務めた。

8月21日に5年総額8500万ドルでエンゼルスと契約延長した。翌年のシーズン終了後にフリーエージェント資格が得られる見込みで、さらなる高額契約が期待できることから代理人のボラスは反対したが、ウィーバーは生まれ育ったカリフォルニアのエンゼルスを選んだ。

この年の防御率はリーグ2位で、1位のバーランダーとの差は厳密にはわずか0.004。あと打者2人に投げて自責0なら逆転していた。
2012年5月2日のミネソタ・ツインズ戦でノーヒットノーランを達成。2回の振り逃げと7回の四球での出塁を許しただけで、打者29人に対して9奪三振という内容だった。5月28日に腰を痛め、15日間の故障者リスト入りをするも、復帰後はエースとして奮闘し、9月28日のテキサス・レンジャーズ戦で自己最多の20勝を記録し、この年の最多勝に輝いた。
2013年は、開幕して早々の4月7日の対テキサス・レンジャーズ戦で、ライナー性の打球を避けた際に変な手の付き方をし、肘を骨折。約1カ月半、故障者リスト入りした為、2007年以来となる規定投球回未達のシーズンとなった。しかし、復帰して6月に入ってからは調子を取り戻し、最終的にはメジャーデビュー年から8年連続2桁勝利となる11勝を記録した。
2014年は、ア・リーグ最多タイとなる34試合に先発登板し、3年ぶりに200.0イニングを突破。18勝を記録してデビュー年からの連続2桁勝利記録を9年に伸ばしたばかりか、デトロイト・タイガースのマックス・シャーザー、クリーブランド・インディアンスのコーリー・クルーバーと最多勝のタイトルを分け合った。他方で、防御率3.59、WHIP1.21という成績は、いずれも2009年以来となる防御率3.50・WHIP1.20超えでもあり、不安感も残ったシーズンだった。守備では、2失策を記録した。
2015年は26試合の先発登板に留まり、規定投球回に届かなかった。防御率は2008年以来となる4点台を超えで、自己ワーストの4.64だった。また、7勝12敗と負け越して、ルーキーイヤーから続いていた連続2桁勝利・勝ち越しの記録は9年連続でストップした。奪三振も同様に、100未満に終わって100以上が9年連続で途切れた。
2016年は31試合に先発登板し2年ぶりの2桁勝利・規定投球回到達を成し遂げたが、リーグワーストの37被本塁打を喫し防御率も5.06と、投球内容は前年よりも悪化した。オフの11月3日にFAとなった。

### パドレス時代
2017年2月19日にサンディエゴ・パドレスと1年300万ドルで契約を結んだ。シーズンでは9試合で0勝5敗・防御率7.44と勝利を挙げられないまま5月20日に故障者リスト入りした後は登板が無く、8月16日に引退を表明した。

## 選手としての特徴・人物
GO/AO（ゴロアウト/フライアウト）通算が0.6台と、MLBでも屈指のフライボールピッチャーである。かつてはフォーシーム主体だったが、近年はツーシームを多投しており、他にチェンジアップとスライダー、カーブが主な持ち球である。速球の球速は85-89mph（136-143km/h）だが、軸足を極端に三塁側寄りに起き、更に三塁側に踏み込むインステップの投球フォームが長身と長い腕と相まって球に角度を与え、テイクバックの大きいやや変則的なフォームもあって打者が投球を見極めるのが困難になっている。
長髪の風貌は兄と良く似ている。また代理人も兄と同じスコット・ボラスに任せている。
2009年に事故死した同僚のニック・エイデンハートのイニシャルをマウンドの土に書いてから登板している。

## 詳細情報

### 年度別投手成績
| 年 度     | 球 団     | 登 板 | 先 発 | 完 投 | 完 封 | 無 四 球 | 勝 利 | 敗 戦 | セ 丨 ブ | ホ 丨 ル ド | 勝 率 | 打 者 | 投 球 回 | 被 安 打 | 被 本 塁 打 | 与 四 球 | 敬 遠 | 与 死 球 | 奪 三 振 | 暴 投 | ボ 丨 ク | 失 点 | 自 責 点 | 防 御 率 | W H I P |
| --------- | --------- | ----- | ----- | ----- | ----- | -------- | ----- | ----- | -------- | ----------- | ----- | ----- | -------- | -------- | ----------- | -------- | ----- | -------- | -------- | ----- | -------- | ----- | -------- | -------- | ------- |
| 2006      | LAA       | 19    | 19    | 0     | 0     | 0        | 11    | 2     | 0        | 0           | .846  | 490   | 123.0    | 94       | 15          | 33       | 1     | 3        | 105      | 2     | 0        | 36    | 35       | 2.56     | 1.03    |
| 2007      | LAA       | 28    | 28    | 0     | 0     | 0        | 13    | 7     | 0        | 0           | .650  | 695   | 161.0    | 178      | 17          | 45       | 3     | 2        | 115      | 4     | 0        | 77    | 70       | 3.91     | 1.39    |
| 2008      | LAA       | 30    | 30    | 0     | 0     | 0        | 11    | 10    | 0        | 0           | .524  | 745   | 176.2    | 173      | 20          | 54       | 4     | 6        | 152      | 3     | 0        | 88    | 85       | 4.33     | 1.29    |
| 2009      | LAA       | 33    | 33    | 4     | 2     | 1        | 16    | 8     | 0        | 0           | .667  | 882   | 211.0    | 196      | 26          | 66       | 3     | 4        | 174      | 3     | 0        | 91    | 88       | 3.75     | 1.24    |
| 2010      | LAA       | 34    | 34    | 0     | 0     | 0        | 13    | 12    | 0        | 0           | .520  | 905   | 224.1    | 187      | 23          | 54       | 0     | 0        | 233      | 7     | 1        | 83    | 75       | 3.01     | 1.07    |
| 2011      | LAA       | 33    | 33    | 4     | 2     | 1        | 18    | 8     | 0        | 0           | .692  | 926   | 235.2    | 182      | 20          | 56       | 0     | 3        | 198      | 8     | 0        | 65    | 63       | 2.41     | 1.01    |
| 2012      | LAA       | 30    | 30    | 3     | 2     | 2        | 20    | 5     | 0        | 0           | .800  | 739   | 188.2    | 147      | 20          | 45       | 0     | 4        | 142      | 2     | 0        | 63    | 59       | 2.81     | 1.02    |
| 2013      | LAA       | 24    | 24    | 0     | 0     | 0        | 11    | 8     | 0        | 0           | .579  | 634   | 154.1    | 139      | 17          | 37       | 0     | 7        | 117      | 2     | 0        | 58    | 56       | 3.27     | 1.14    |
| 2014      | LAA       | 34    | 34    | 1     | 0     | 0        | 18    | 9     | 0        | 0           | .667  | 888   | 213.1    | 193      | 27          | 65       | 1     | 6        | 169      | 3     | 0        | 87    | 85       | 3.59     | 1.21    |
| 2015      | LAA       | 26    | 26    | 1     | 1     | 1        | 7     | 12    | 0        | 0           | .368  | 669   | 159.0    | 163      | 24          | 33       | 3     | 12       | 90       | 2     | 0        | 84    | 82       | 4.64     | 1.23    |
| 2016      | LAA       | 31    | 31    | 1     | 1     | 0        | 12    | 12    | 0        | 0           | .500  | 767   | 178.0    | 209      | 37          | 51       | 2     | 4        | 103      | 1     | 2        | 106   | 100      | 5.06     | 1.49    |
| 2017      | SD        | 9     | 9     | 0     | 0     | 0        | 0     | 5     | 0        | 0           | .000  | 191   | 42.1     | 51       | 16          | 12       | 0     | 4        | 23       | 0     | 0        | 41    | 35       | 7.44     | 1.46    |
| MLB：12年 | MLB：12年 | 331   | 331   | 14    | 8     | 5        | 150   | 98    | 0        | 0           | .605  | 8531  | 2067.1   | 1912     | 262         | 551      | 17    | 55       | 1621     | 37    | 3        | 879   | 833      | 4.07     | 1.19    |

- 各年度の太字はリーグ最高

### 年度別守備成績
| 年 度 | 球 団 | 投手（P） | 投手（P） | 投手（P） | 投手（P） | 投手（P） | 投手（P） |
| 年 度 | 球 団 | 試 合     | 刺 殺     | 補 殺     | 失 策     | 併 殺     | 守 備 率  |
| ----- | ----- | --------- | --------- | --------- | --------- | --------- | --------- |

### タイトル
- 最多勝利：2回（2012年、2014年）
- 最多奪三振：1回（2010年）

### 表彰
- ピッチャー・オブ・ザ・マンス：1回（2011年4月）
- プレイヤー・オブ・ザ・ウィーク：1回（2012年4月30日 - 5月6日）

### 記録
- MLBオールスターゲーム選出：3回（2010年 - 2012年）
- ノーヒットノーラン：1回（2012年5月2日、対ミネソタ・ツインズ戦）

### 背番号
- 56（2006年）
- 36（2007年 - 2016年）
- 27（2017年）

### 代表歴
- 2003年パンアメリカン競技大会野球アメリカ合衆国代表